# Oscar Moens
Oscar Moens ('s-Gravenzande, 1º aprile 1973) è un ex calciatore olandese, di ruolo portiere.

## Carriera
Dopo quattro anni trascorsi a difendere la porta dell'Excelsior Rotterdam, formazione della Eerste Divisie, la seconda divisione del calcio olandese, esordisce in Eredivisie nel 1996 con il Go Ahead Eagles concludendo la stagione con la retrocessione.
A fine stagione passa all'AZ Alkmaar, con cui incassa la sua seconda retrocessione consecutiva, ma che segue anche successivamente con l'immediato ritorno in massima serie, mettendosi in luce e venendo convocato dalla Nazionale maggiore, esordendo il 13 ottobre 1998 nell'amichevole contro il Ghana.
Messo fuori rosa per ragioni contrattuali nel 2000 viene ceduto in prestito al Roosendaal (con cui colleziona la terza retrocessione dalla Eredivisie), per poi rientrare ad Alkmaar a fine stagione.
Nel 2003 tenta l'avventura nel calcio italiano col Genoa ma senza riuscire mai a scendere in campo in incontri di campionato. Torna quindi in patria al Willem II dove ritrova il posto da titolare e una nuova convocazione in Nazionale, ma nella seconda stagione un grave infortunio limita le sue presenze.
Nel 2006 passa al PSV per fare la riserva di Gomes (2 presenze in campionato), quindi torna al Willem II e nel 2009 si trasferisce negli Stati Uniti per difendere la porta dei Dayton Dutch Lions, neonata formazione della USL Premier Development League, quarta serie nazionale statunitense.

## Palmarès

### Club

#### Competizioni nazionali
- Campionato olandese: 1

PSV: 2006-2007
- Eerste Divisie: 1

AZ Alkmaar: 1997-1998